# 중앙음악학원

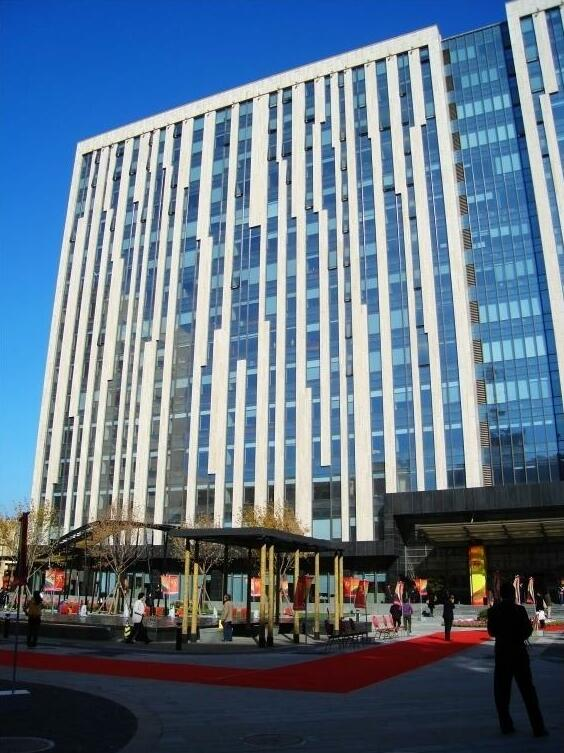
베이징 시청구에 소재한 중앙음악학원 본관

중앙음악학원은 중국 베이징 시청구에 소재한 중국 최고의 명문 음악대학이다.

## 개요
1950년에 설립된 중앙음악학원은 국내 및 외국인 학생을 위한 초등 교육부터 대학원 과정을 두고 있다. 4-5년의 학부 프로그램은 작곡, 지휘, 음악학, 성악 및 오페라, 피아노, 오케스트라 악기 및 중국 전통 악기과정이 있다. 피아노, 오케스트라 악기, 중국 전통 악기 및 음악 이론 과목을 갖춘 6년제 중학교, 주간 및 야간 학생들을 위한 2개의 초등학교도 있다. 성인들을 위한 야간 대학도 있다.
최근에 중앙음악학원은 해외 학교 및 기관들과 관계를 발전시키고 있다. 외국 음악가들과 학자들은 음악원에서 강의를 하거나 강의를 제공하기 위해 자주 초청되며, 교직원과 학생들을 다른 국가로 보내서 더 많은 연구, 강의 또는 공연을하도록 한다. 음악학원 학생들과 교사들은 중국 청소년 심포니 오케스트라, 중국 전통 악기 앙상블, 중국 음악학원 학생 합창단, 중학교 학생 오케스트라 및 초등 학생 공연 그룹에 참여하며 국내외로 활동한다.
캠퍼스는 베이징의 중심에 소재를 두고 53,000평방 미터 정도의 전통과 현대 건물로 구성되어 있다. 도서관은 도서 소장수는 50만권이 넘으며 중국에서 가장 큰 규모다. 또한 500대가 넘는 피아노를 비롯해 수많은 각종 악기를 소유하고 있다. 전자 음악 스튜디오가 있다.
중앙음악학원 저널을 발간하고 있으며 중국의 최고의 음악 학술 저널로 여겨진다.

## 관련인물
- 웨이 웨이 韦唯
- 첸이 陈怡
- 주진 居 觐
- 리우 시쿤 刘诗昆
- 랑 랑 郎 朗
- 리앙 왕
- 탄 둔 谭盾
- Arken Abdulla 艾尔肯
- 阿布 都拉
- 우 만 吴蛮
- Xiaoyong Chen 陈晓勇
- 예 샤오강
- 유자 왕 王羽佳
- 장 딩 위안 张玎苑
- 자오 지핑 赵季平
- 저우 롱 周 龙
- 주 샤오 메이 晓晓玫
- 바네사 메이 陈美
- 가오 홍 高 虹